# Cuza Vodă, Bolgrad
Cuza Vodă (în ucraineană Роза, transliterat: Roza) este un sat în comuna Borodino din raionul Bolgrad, regiunea Odesa, Ucraina.

## Demografie
Componența lingvistică a localității Cuza Vodă
     Bulgară (78,89%)
     Ucraineană (18,89%)
     Rusă (2,22%)
Conform recensământului din 2001, majoritatea populației localității Cuza Vodă era vorbitoare de bulgară (78,89%), existând în minoritate și vorbitori de ucraineană (18,89%) și rusă (2,22%).